# Iríni Moúchou
Iríni Moúchou, en grec moderne : Ειρήνη Μούχου, née le 7 janvier 1987 à Mytilène, est une triathlète grecque, championne nationale de son pays pour l'année 2009.

## Biographie

### Jeunesse
En 2006, aux 5e Jeux Universitaires d'Athlétisme grecs, pour l'Université de l'Égée elle obtient trois médailles de bronze dont deux en natation (200m nage libre et 400m quatre nages individuel) et une en cyclisme (60 km). La même année, elle remporte deux épreuves de coupe d'Europe juniors de triathlon (Erdek et Dojran). En 2007, étant précoce elle participe à des compétitions de championnats nationaux grecs en natation et en athlétisme au niveau élite.  

### Carrière en triathlon
De 2005 à 2009, elle participe à 18 compétitions ITU et obtient sept places dans le top 10 catégorie Élite. En 2009, elle remporte la médaille d'or aux championnats des Balkans de triathlon à Varna et se classe simultanément 6e au classement de la Coupe d'Europe de la même compétition.

### Vie privée
Le 18 août 2009, Iríni déclare son intention de rejoindre la section Elite du Club français TOC Cesson Sevigné, parmi lesquels des membres d'élite non françaises comme la sextuple championne de Russie Irina Abysova, afin de se préparer aux Jeux olympiques de 2012. Le 24 octobre 2009, cependant elle annonce sa retraite temporaire du triathlon, donnant la priorité à ses études universitaires, carrière sportive à laquelle elle n'accorde pas de suite.

## Palmarès
Le tableau présente les résultats les plus significatifs (podium) obtenus sur le circuit national de triathlon depuis 2008.
| Année | Compétition                        | Pays  | Position          | Temps  |
| ----- | ---------------------------------- | ----- | ----------------- | ------ |
| 2009  | Championnats de grèce de triathlon | Grèce | Médaille d'or     | Timing |
| 2008  | Championnats de grèce de triathlon | Grèce | Médaille d'argent | Timing |